# Anisaedus rufus
Anisaedus rufus is een spinnensoort uit de familie Palpimanidae. De soort komt voor in Argentinië.